# الواقعية الساذجة (علم النفس)
في علم النفس الاجتماعي، يشير مصطلح الواقعية الساذجة (بالانجليزية: Naïve realism) إلى الميل البشري للاعتقاد بأننا نرى العالم من حولنا بموضوعية، وأن الأشخاص الذين يختلفون معنا يجب أن يكونوا غير مطلعين أو غير عقلانيين أو متحيزين.
تقدّم الواقعية الساذجة أساسًا نظريًا للعديد من التحيزات المعرفية الأخرى، وهي أخطاء منهجية عندما يتعلق الأمر بالتفكير واتخاذ القرارات. وتشمل هذه تأثير الإجماع الكاذب، وتحيز الممثل والمراقب، ونقطة التحيز العمياء، وخطأ الإحالة الأساسي، من بين أمور أخرى.
المصطلح، كما هو مستخدم في علم النفس اليوم، صاغه عالم النفس الاجتماعي لي روس وزملاؤه في التسعينيات. إنه مرتبط بالمفهوم الفلسفي للواقعية الساذجة، وهي فكرة أن حواسنا تسمح لنا بإدراك الأشياء بشكل مباشر وبدون أي عمليات تدخل. جادل علماء النفس الاجتماعي في منتصف القرن العشرين ضد هذا الموقف واقترحوا بدلاً من ذلك أن الإدراك ذاتي بطبيعته.
درس العديد من علماء النفس الاجتماعي البارزين الواقعية الساذجة تجريبياً، بما في ذلك لي روس، أندرو وارد، ديل جريفين، إميلي برونين،توماس غيلوفيتش، وروبرت روبنسون، وداشر كيلتنر. في عام 2010، أقر كتيب علم النفس الاجتماعي الواقعية الساذجة باعتبارها واحدة من "أربع رؤى جرى الحصول عليها بصعوبة حول الإدراك والتفكير والدافع والسلوك البشري التي تمثل مساهمات مهمة، وتأسيسية بالفعل، لعلم النفس الاجتماعي".

## الافتراضات الرئيسية
حدد لي روس وزميله في علم النفس أندرو وارد ثلاثة افتراضات أو "مبادئ" مترابطة تشكل الواقعية الساذجة. يجادلون بأن هذه الافتراضات مدعومة بخط طويل من التفكير في علم النفس الاجتماعي، إلى جانب العديد من الدراسات التجريبية. وفقًا لنموذجهم، فإن الأشخاص:
- يعتقدون أنهم يرون العالم بموضوعية وبدون تحيز.
- توقع أن يتوصل الآخرون إلى نفس الاستنتاجات، طالما أنهم يتعرضون لنفس المعلومات ويفسرونها بطريقة عقلانية.
- افترض أن الآخرين الذين لا يشاركونك نفس الآراء يجب أن يكونوا جاهلين أو غير عقلانيين أو متحيزين.[1]

## تاريخ المفهوم
تنبع الواقعية الساذجة من تقاليد ذاتية في علم النفس الاجتماعي الحديث، والتي تعود جذورها إلى أحد مؤسسي هذا المجال، وهو عالم نفس ألماني أمريكي يدعى كورت ليفين. كانت أفكار لوين مستوحاة من علم نفس الغشتالتي، وهي مدرسة فكرية من القرن العشرين ركزت على دراسة الظواهر النفسية في السياق، كأجزاء من الكل.
من عشرينيات وأربعينيات القرن الماضي، طور لوين منهجًا لدراسة السلوك البشري أطلق عليه اسم نظرية المجال. تقترح نظرية المجال أن سلوك الشخص هو وظيفة الشخص والبيئة. اعتبر لوين أن البيئة النفسية للشخص، أو "مساحة الحياة"، ذاتية، وبالتالي فهي متميزة عن الواقع المادي.
خلال هذه الفترة الزمنية، انتشرت الأفكار الذاتية أيضًا في مجالات أخرى من علم النفس. على سبيل المثال، جادل جان بياجيه، عالم النفس التنموي، بأن الأطفال ينظرون إلى العالم من خلال عدسة تتمحور حول الذات، ولديهم مشكلة في فصل معتقداتهم عن معتقدات الآخرين.
في الأربعينيات والخمسينيات من القرن الماضي، طبق الرواد الأوائل في علم النفس الاجتماعي النظرة الذاتية على مجال الإدراك الاجتماعي. في عام 1948، جادل عالما النفس ديفيد كريتش وريتشارد كراتشفيلد بأن الناس يرون ويفسرون العالم وفقًا "لاحتياجاتهم الخاصة، ودلالاتهم الخاصة، وشخصيتهم، وأنماطهم المعرفية التي تكونت سابقًا".
توسع عالم النفس الاجتماعي غوستاف إيشيسر في هذه الفكرة، مشيرًا إلى أن التحيزات في الإدراك الشخصي تؤدي إلى سوء فهم في العلاقات الاجتماعية. وفقًا لإيشيسر، "نميل إلى حل حيرتنا الناجم عن تجربة أن يرى الآخرون العالم بشكل مختلف عما نراه بأنفسنا من خلال إعلان أن هؤلاء الآخرين، نتيجة لبعض العيوب الفكرية والأخلاقية الأساسية، غير قادرين على رؤية الأشياء" كما هم حقًا "والتفاعل معهم" بطريقة طبيعية. وبالتالي، فإننا نشير ضمنيًا، بالطبع، إلى أن الأشياء في الواقع كما نراها، وأن طرقنا هي الطرق العادية. "
جادل سولومون آش، عالم النفس الاجتماعي البارز الذي نشأ أيضًا في تقليد الغشتالتي، بأن الناس يختلفون لأنهم يبنون أحكامهم على تفسيرات مختلفة، أو طرق للنظر في قضايا مختلفة. ومع ذلك، فهم يتوهمون أن أحكامهم حول العالم الاجتماعي موضوعية. "هذا الموقف، الذي وُصف على نحو ملائم بالواقعية الساذجة، لا يرى أي مشكلة في حقيقة الإدراك أو المعرفة بالمحيط. الأشياء هي ما تبدو عليه. لديهم فقط الصفات التي يكشفونها للبصر واللمس "، كتب في كتابه المدرسي علم النفس الاجتماعي في عام 1952. "هذا الموقف، مع ذلك، لا يصف الظروف الفعلية لمعرفتنا بالمحيط."

## الأدلة التجريبية

### "رأوا لعبة"
في دراسة أساسية في علم النفس الاجتماعي، نُشرت في ورقة بحثية في عام 1954، شاهد طلاب من دارتموث وبرينستون مقطع فيديو لمباراة كرة قدم ساخنة بين المدرستين. على الرغم من أنهم نظروا إلى نفس اللقطات، إلا أن المعجبين من كلا المدرستين نظروا إلى اللعبة بشكل مختلف تمامًا. "رأى" طلاب جامعة برينستون أن فريق دارتموث يرتكب ضعف عدد المخالفات التي يرتكبها فريقهم، كما رأوا أن الفريق يرتكب ضعف عدد المخالفات مقارنة بما شاهده طلاب دارتموث. نظر طلاب دارتموث إلى اللعبة على أنها متكافئة في العنف، حيث يتحمل كلا الجانبين اللوم. كشفت هذه الدراسة أن مجموعتين تنظران إلى حدث ما بشكل شخصي. اعتقد كل فريق أنهم شاهدوا الحدث بموضوعية وأن تصور الطرف الآخر للحدث قد أعمته التحيز.

### تأثير الإجماع الكاذب
قدمت دراسة عام 1977 التي أجراها لي روس وزملاؤه أدلة مبكرة على التحيز المعرفي يسمى تأثير الإجماع الكاذب، وهو ميل الناس إلى المبالغة في تقدير مدى مشاركة الآخرين في نفس الآراء. جرى الاستشهاد بهذا التحيز على أنه يدعم أول مبدأين للواقعية الساذجة. في الدراسة، سُئل الطلاب عما إذا كانوا سيرتدون لافتة شطيرة مكتوب عليها "Eat At Joe's" حول الحرم الجامعي. ثم طُلب منهم توضيح ما إذا كانوا يعتقدون أن الطلاب الآخرين من المحتمل أن يرتدوا اللافتة، وماذا يفكرون في الطلاب الذين كانوا إما على استعداد لارتدائها أم لا. وجد الباحثون أن الطلاب الذين وافقوا على ارتداء اللافتة ظنوا أن غالبية الطلاب سيرتدون اللافتة، واعتقدوا أن رفض ارتداء اللافتة كان أكثر كشفًا عن السمات الشخصية لأقرانهم. على العكس من ذلك، اعتقد الطلاب الذين رفضوا ارتداء اللافتة أن معظم الطلاب الآخرين سيرفضون أيضًا، وأن قبول الدعوة كان أكثر كشفًا عن سمات شخصية معينة.

### تأثير وسائل الإعلام المعادية
تظهر ظاهرة يشار إليها باسم تأثير الوسائط العدائية أن الحزبيين يمكنهم رؤية الأحداث المحايدة بشكل شخصي وفقًا لاحتياجاتهم وقيمهم، ويفترضون أن أولئك الذين يفسرون الحدث بشكل مختلف هم متحيزون. في دراسة أجريت عام 1985، طُلب من الطلاب المؤيدين لإسرائيل والمؤيدين للعرب مشاهدة تغطية إخبارية حقيقية لمذبحة صبرا وشاتيلا عام 1982، وهي القتل الجماعي للاجئين الفلسطينيين. ووجد الباحثون أن أنصار الجانبين اعتبروا التغطية منحازة لوجهة نظر معاكسة، واعتقدوا أن المسؤولين عن البرنامج الإخباري يحملون وجهات نظر أيديولوجية للجانب الآخر.

### دراسة "التنصت على الموسيقى"
المزيد من الأدلة التجريبية للواقعية الساذجة جاءت من "دراسة التنصت الموسيقي" لعالمة النفس إليزابيث نيوتن في عام 1990. بالنسبة للدراسة، جرى تصنيف المشاركين إما على أنهم "جامعي" أو "مستمعين". طُلب من جامعي الأغنية أن يستقروا على إيقاع أغنية مشهورة، بينما طُلب من "المستمعين" محاولة التعرف على الأغنية. بينما توقع جامعو اللحن أن يخمن المستمعون النغمة بحوالي 50 بالمائة من الوقت، كان المستمعون قادرين على التعرف عليه حوالي 2.5 بالمائة فقط من الوقت. قدم هذا الدعم لفشل في أخذ وجهات النظر من جانب جامعي، والمبالغة في تقدير مدى مشاركة الآخرين في "سماع" الأغنية كما جرى النقر عليها.

### لعبة وول ستريت
في عام 2004، طلب لي روس وليبرمان وصامويلز من المستشارين المقيمين في السكن الجامعي ترشيح الطلاب للمشاركة في دراسة، والإشارة إلى ما إذا كان هؤلاء الطلاب من المحتمل أن يتعاونوا أو ينشقوا في الجولة الأولى من لعبة صنع القرار الكلاسيكية المسماة معضلة السجينين. جرى تقديم اللعبة للمواضيع بإحدى طريقتين: تمت الإشارة إليها إما باسم "لعبة وول ستريت" أو "لعبة المجتمع". وجد الباحثون أن الطلاب في حالة "لعبة المجتمع" كانوا أكثر عرضة مرتين للتعاون، وأنه لا يبدو أن هناك فرقًا سواء جرى تصنيف الطلاب سابقًا على أنهم "متعاونون" مقابل "منشقون". أظهرت هذه التجربة أن تسمية اللعبة تمارس قوة أكبر على كيفية لعب الطلاب للعبة أكثر من السمات الشخصية للموضوعات. علاوة على ذلك، أظهرت الدراسة أن مستشاري السكن لم يقدموا بدلات كافية للتفسيرات الذاتية للعبة.

## العواقب
الواقعية الساذجة تجعل الناس يبالغون في الاختلافات بينهم وبين الآخرين. يعتقد علماء النفس أنه يمكن أن يشعل الصراع ويؤدي إلى تفاقمه، وكذلك يخلق حواجز أمام التفاوض من خلال عدة آليات مختلفة.

### نقطة التحيز العمياء
يُشار إلى إحدى نتائج الواقعية الساذجة على أنها نقطة التحيز العمياء، وهي القدرة على التعرف على التحيزات المعرفية والتحفيزية لدى الآخرين بينما تفشل في التعرف على تأثير التحيز على الذات. في دراسة أجراها برونين ولين وروس (2002)، أكمل طلاب جامعة ستانفورد استبيانًا حول التحيزات المختلفة في الحكم الاجتماعي. وأشاروا إلى مدى قابليتهم للتأثر بهذه التحيزات مقارنة بالطالب العادي. وجد الباحثون أن المشاركين اعتقدوا باستمرار أنهم أقل ميلًا لأن يكونوا متحيزين من أقرانهم. في دراسة متابعة، أجاب الطلاب على أسئلة حول سماتهم الشخصية (على سبيل المثال كيف كانوا مراعون) مقارنة بصفات الطلاب الآخرين. رأى غالبية الطلاب أنفسهم على أنهم متدهورون فوق المتوسط في معظم السمات، مما قدم الدعم للتحيز المعرفي المعروف باسم التأثير الأفضل من المتوسط. بعد ذلك، تعلم الطلاب أن 70 إلى 80 بالمائة من الناس يقعون فريسة لهذا التحيز. عند سؤالهم عن دقة تقييماتهم الذاتية، قال 63٪ من الطلاب أن تقييماتهم كانت موضوعية، بينما أشار 13٪ من الطلاب إلى أنهم يعتقدون أن تقييماتهم كانت متواضعة للغاية.

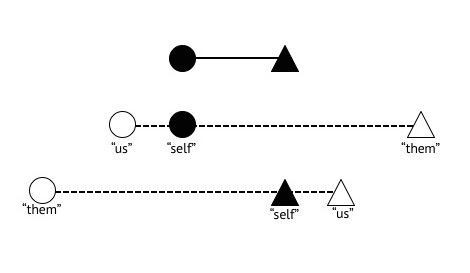
رسم بياني 1. المشاهدات الفعلية (أعلى)، تصور "الدائرة" لوجهات النظر (الوسط)، تصور "المثلث" للمشاهدات (أسفل). (على غرار الرسوم التوضيحية المماثلة (روبنسون وآخرون، 1995، وروس وورد، 1996).

### استقطاب كاذب
عندما لا يشارك الفرد وجهات نظرنا، فإن المبدأ الثالث للواقعية الساذجة يعزو هذا التناقض إلى ثلاثة احتمالات. إما أن يكون الفرد قد تعرض لمجموعة مختلفة من المعلومات، أو يكون كسولًا أو غير قادر على الوصول إلى نتيجة عقلانية، أو تحت تأثير مشوه مثل التحيز أو المصلحة الذاتية. يؤدي هذا إلى ظهور ظاهرة تسمى الاستقطاب الخاطئ، والتي تنطوي على تفسير آراء الآخرين على أنها أكثر تطرفًا مما هي عليه في الواقع، وتؤدي إلى إدراك وجود اختلافات أكبر بين المجموعات (انظر الشكل 1). يفترض الناس أنهم يدركون الموضوع بموضوعية، ويفكرون فيه بعناية من وجهات نظر متعددة، بينما يعالج الجانب الآخر المعلومات بطريقة من أعلى إلى أسفل. على سبيل المثال، في دراسة أجراها ربنسون وآخرون عام 1996، بالغ المؤيدون للحياة والمؤيدون للاختيار بشكل كبير في تقدير التطرف في وجهات نظر الجانب الآخر، كما بالغوا في تقدير تأثير الأيديولوجيا على الآخرين في مجموعتهم.

### رد الفعل تخفيض قيمة العملة
الافتراض بأن آراء الآخرين أكثر تطرفًا مما هي عليه، يمكن أن يخلق حاجزًا أمام حل النزاع. في مسح للرصيف جرى إجراؤه في الثمانينيات، قام المشاة بتقييم اقتراح نزع الأسلحة النووية. جرى إخبار مجموعة من المشاركين أن الاقتراح قدمه الرئيس الأمريكي رونالد ريغان، بينما اعتقد آخرون أن الاقتراح جاء من الزعيم السوفيتي ميخائيل جورباتشوف. وجد الباحثون أن 90 في المائة من المشاركين الذين اعتقدوا أن الاقتراح من ريغان أيدوه، بينما أشار 44 في المائة فقط في مجموعة غورباتشوف إلى دعمهم. قدم هذا الدعم لظاهرة تسمى التخفيض التفاعلي لقيمة العملة، والتي تنطوي على رفض التنازل من الخصم على افتراض أن الامتياز إما مدفوع بالمصلحة الذاتية أو أقل قيمة.